# بيبي بيش
بيبي بيش (بالألمانية: Bibi Besch) وإسمها الحقيقي بيبيانا ماريا كوخيرت (بالألمانية: Bibiana Maria Köchert) ولدت في 1 فبراير 1940 في فيينا في النمسا وتوفيت في 7 سبتمبر 1996في لوس أنجلوس في كاليفورنيا في الولايات المتحدة وهي ممثلة نمساوية المولد وأمريكية الجنسية، وهي والدة الممثلة سامانثا ماثيس.

## روابط خارجية
- بيبي بيش على موقع IMDb (الإنجليزية)
- بيبي بيش على موقع ألو سيني (الفرنسية)
- بيبي بيش على موقع ميوزك برينز (الإنجليزية)
- بيبي بيش على موقع أول موفي (الإنجليزية)
- بيبي بيش على موقع قاعدة بيانات برودواي على الإنترنت (الإنجليزية)
- بيبي بيش على موقع قاعدة بيانات الأفلام السويدية (السويدية)
- بيبي بيش على موقع إن إن دي بي (الإنجليزية)
- بيبي بيش على موقع ديسكوغز (الإنجليزية)
- بيبي بيش على موقع قاعدة بيانات الفيلم (الإنجليزية)
- بيبي بيش على موقع كينوبويسك (الروسية)